# Plagioscion surinamensis
Plagioscion surinamensis, conocida popularmente como pacóra, curvinata o corvella,  es una especie de pez de la familia Sciaenidae en el orden de los Perciformes.

## Morfología
Los machos pueden llegar alcanzar los 70 cm de longitud total.

## Alimentación
Come peces hueso.

## Hábitat
Es un pez de clima tropical y bentopelágico.

## Distribución geográfica
Se encuentran en Sudamérica:  cuencas de los ríos  Amazonas y  Magdalena, y ríos costeros de Surinam.

## Uso comercial
Es importante como alimento para los humanos